# Syzygium jaheri
Syzygium jaheri är en myrtenväxtart som beskrevs av Elmer Drew Merrill och Lily May Perry. Syzygium jaheri ingår i släktet Syzygium och familjen myrtenväxter. Inga underarter finns listade i Catalogue of Life.